# Myopsyche elachista
Myopsyche elachista är en fjärilsart som beskrevs av Holland 1893. Myopsyche elachista ingår i släktet Myopsyche och familjen björnspinnare. Inga underarter finns listade i Catalogue of Life.